# Narodni park Tongariro
Narodni park Tongariro je najstarejši narodni park na Novi Zelandiji, in je na osrednjem Severnem otoku. Unesco ga je priznal kot območje svetovne dediščine mešanih kulturnih in naravnih vrednot.
Narodni park Tongariro je bil šesti narodni park ustanovljen na svetu. Aktivne vulkanske gore Ruapehu, Ngauruhoe in Tongariro so v središču parka.
V parku je več maorskih verskih območij in številni vrhovi parka, vključno z Ngauruhoe in Ruapehu, so tapu (sveti). Park vključuje številna mesta okoli svoje meje, vključno z Ohakune, Waiouru, Horopito, Pokaka, Erua, National Park Village, Whakapapa skifield in Tūrangi.
Narodni park Tongariro je dom slavnega alpskega prehoda Tongariro, ki velja za enega najboljših enodnevnih pohodov na svetu.

## Geografija

### Lokacija
Narodni park Tongariro obsega 786 km² in se razteza med 175° 22' in 175° 48' vzhodno ter 38° 58' in 39° 25' južno v osrčju Severnega otoka Nove Zelandije. Je le nekaj kilometrov zahodno-jugozahodno od jezera Taupō. To je 330 km južno od Aucklanda po cesti in 320 km severno od Wellingtona. Vsebuje znaten del vulkanske planote Severnega otoka. Neposredno na vzhodu stojijo hribi pogorja Kaimanawa. Reka Whanganui izvira znotraj parka in teče skozi narodni park Whanganui proti zahodu.
Večina parka je v okrožju Ruapehu (regija Manawatū-Whanganui), čeprav je severovzhod v okrožju Taupō (regija Waikato ali regija Hawke's Bay na severu).

## Obseg
Narodni park Tongariro se razteza okoli masiva treh aktivnih vulkanov Mount Ruapehu, Mount Ngauruhoe in Mount Tongariro. Slikovit rezervat Pihanga, ki vsebuje jezero Rotopounamu, goro Pihanga in masiv Kakaramea-Tihia, je še vedno del narodnega parka, čeprav je ločen od glavnega območja parka.
Na mejah parka so mesta Tūrangi, National Park Village in Ohakune. Dlje stran sta Waiouru in Raetihi. Znotraj meja parka so edina naselja turistična vas v vasi Whakapapa, ki je sestavljena izključno iz smučarskih nastanitev. Dve maorski kaingi (naselji) Papakai in Otukou nista del parka, ampak ležita na obali jezera Rotoaira med slikovitim rezervatom Pihanga in glavnim območjem parka.
Večino narodnega parka Tongariro obdajajo dobro vzdrževane ceste, ki približno sledijo mejam parka in omogočajo enostaven dostop. Na zahodu državna cesta 4 poteka mimo vasi narodnega parka, na vzhodu pa državna cesta 1, znana po tem odseku kot Desert Road, poteka vzporedno z reko Tongariro. Državna cesta 47 povezuje ti dve cesti na severu večjega dela parka, čeprav prepolovi slikoviti rezervat Pihanga. Južna povezava je državna cesta 49. Glavna železniška proga Severnega otoka od Aucklanda do Wellingtona poteka mimo vasi narodnega parka.

### Podnebje
Tako kot celotna Nova Zelandija je tudi narodni park Tongariro v zmernem pasu. Prevladujoči zahodni vetrovi zbirajo vodo nad Tasmanovo morje. Ker so poleg gore Taranaki vulkani v narodnem parku Tongariro prve pomembne vzpetine, na katere naletijo ti vetrovi na Severnem otoku, dežuje skoraj vsak dan. Razlike v količini padavin med vzhodom in zahodom niso tako velike kot v Južnih Alpah, ker trije vulkani ne pripadajo večjemu gorovju, vendar je še vedno opazen učinek padavinske sence s puščavo Rangipo na vzhodni zavetrni strani, ki prejme 1000 mm letne količine padavin. V vasi Whakapapa (1119 m) je povprečna letna količina padavin približno 2200 mm, v Ohakune (610 m) približno 1250 mm in v višjih legah, kot je vas Iwikau (1770 m), približno 4900 mm. Pozimi je sneg do okoli 1500 m. Temperature se močno razlikujejo, tudi v enem dnevu. V Whakapapi lahko vse leto padejo pod ledišče. Povprečna temperatura je 13 °C, poleti največ 25 °C, pozimi pa najmanj -10 °C. V nekaterih poletjih so vrhovi treh vulkanov pokriti s snegom; na vrhu gore Ruapehu je vsako poletje mogoče najti snežna polja, vrh pa je poledeneli.

## Zgodovina
Gorski vrhovi so velikega pomena za lokalne Maore. Leta 1886, da bi preprečil prodajo gora evropskim naseljencem, je lokalni Ngati Tuwharetoa iwi dal gore pregledati na sodišču domače dežele in jih nato določiti (whakatapua) kot rezervat v imenih nekaterih poglavarjev, eden od njih je bil Te Heuheu Tukino IV. (Horonuku), najpomembnejši poglavar Māori Ngati Tuwharetoa iwi. Kasneje so bili vrhovi gore Tongariro, gore Ngauruhoe in deli gore Ruapehu 23. septembra 1887 predani kroni pod pogojem, da je bilo tam ustanovljeno zavarovano območje.
To 26,4 km² veliko območje je na splošno veljalo za premajhno za ustanovitev narodnega parka po vzoru narodnega parka Yellowstone v Wyomingu v Združenih državah, zato so bila pridobljena dodatna območja. Ko je novozelandski parlament oktobra 1894 sprejel zakon o narodnem parku Tongariro, je park pokrival površino približno 252,13 km², vendar je trajalo do leta 1907, da so pridobili zemljo. Ob prenovi zakona leta 1922 se je območje parka razširilo na 586,8 km². Nadaljnje razširitve, zlasti Pihanga Scenic Reserve leta 1975, so park povečale na sedanjo velikost 786,23 km². Zadnja sprememba zakona je bila sprejeta leta 1980. Narodni park Tongariro je bil pod nadzorom novozelandskega ministrstva za varstvo narave od ustanovitve oddelka leta 1987.
Prve aktivnosti v mladem narodnem parku Tongariro so bile gradnja turističnih koč v začetku 20. stoletja. Toda šele pred odprtjem železnice leta 1908 in gradnjo cest v 1930-ih je park obiskalo precejšnje število ljudi. Drugi zakon o narodnem parku Tongariro iz leta 1922 je sprožil nekatera aktivna prizadevanja za ohranjanje, vendar je šele leta 1931 začel delovati prvi stalni čuvaj parka. Gradnja ceste v dolino Whakapapa se je začela že v 1920-ih. Prva smučarska koča je bila zgrajena leta 1923 na nadmorski višini 1770 m, nato cesta, leta 1938 pa vlečnica. Ta zgodnji turistični razvoj pojasnjuje dokaj nenavaden obstoj stalno naseljene vasi in popolnoma razvitega smučišča znotraj narodnega parka. Hotel Chateau Tongariro, ki je še danes središče mesta Whakapapa, je bil ustanovljen leta 1929.
V zgodnjem 20. stoletju so upravitelji parka, kot je John Cullen, v park vnesli resje (Calluna) za lov na jerebe. Jereb dejansko ni bil nikoli uveden, vendar se resje širi in ogroža ekološki sistem in endemične rastline v parku. Prizadevajo si za nadzor širjenja rastline, vendar se zdi, da je popolno izkoreninjenje malo verjetno.

## Tongariro Power Scheme
Tongariro Power Scheme je bil zasnovan za ohranjanje in zaščito naravnega okolja, kolikor je to mogoče. Zbira vodo iz gora osrednje vulkanske planote, jo prenaša skozi elektrarni Rangipo (120 MW) in Tokaanu (240 MW) ter jo izpušča v jezero Taupō. Shema pokriva porečje, veliko več kot 2600 km², in uporablja niz jezer, kanalov in predorov za dovajanje vode do dveh postaj, ki običajno proizvedeta 1400 GWh na leto. približno štiri odstotke celotne proizvodnje električne energije v državi. Dodatno zajetje iz sheme Tongariro poveča količino vode, ki gre v jezero Taupō in navzdol po reki Waikato za približno 18 %.
Zahodna preusmeritev odvaja vodo iz šestih rek in potokov od reke Whakapapa do reke Whanganui, v jezero Rotoaira prek jezera Otamangakau. Elektrarna Tokaanu je povezana z jezerom Rotoaira prek šest kilometrov dolgega tunela skozi goro Tihia. Prav tako črpa vodo iz reke Tongariro prek predora in kanala Poutu.
Na vzhodni strani gore Ruapehu je voda preusmerjena iz pogorja Kaimanawa in izvirov reke Wahianoa skozi 20 km dolg tunel v jez Rangipo. Elektrarna Rangipo z močjo 120 MW je 230 m pod zemljo. Njegove turbine so v votlini, izklesani iz trdne skale in obloženi z betonom. Družba Genesis Energy je skupaj z zainteresiranimi stranmi razvila omilitvene ukrepe, katerih cilj je zmanjšati okoljske učinke energetske sheme Tongariro.
Nekateri od teh ukrepov vključujejo upravljanje gladine jezera, programe ekološkega spremljanja in sporazume z lokalnimi iwi za vzpostavitev postopka za vključevanje iwi v spremljanje okolja in dostop do informacij. Električna energija, proizvedena v Tongariro Power Scheme, gre v nacionalno omrežje. Nato se distribuira stanovanjskim, poslovnim in industrijskim strankam po vsej Novi Zelandiji.

## Geologija
Vulkani v parku so južni del 2500 km dolgega območja vulkanov, pod katerim se Avstralska plošča sreča s Pacifiško ploščo. Ti vulkani so nastali zaradi notranjih tektonskih procesov. Pacifiška plošča se potopi pod Avstralsko ploščo in se nato zaradi visokih temperatur estenosfere stopi. Ker je ta magma manj gosta, se dvigne na površje in gre skozi šibke dele zemeljske skorje (prelomnice), kar povzroči vulkanske procese na tem območju.
Vulkanski procesi že več kot dva milijona let gradijo gore narodnega parka Tongariro. Trije vulkani (Tongariro, Ngauruhoe in Ruapehu) ostajajo aktivni, medtem ko sta dva najsevernejša vulkana v parku (Pihanga in masiv Kakaramea-Tihia) zadnjič izbruhnila pred več kot 20.000 leti. Vendar sta povzročila pomembne zgodovinske blatne tokove.
Erozija in usedanje s strani gorskih ledenikov je prav tako igralo pomembno vlogo pri oblikovanju vulkanov Tongariro in Ruapehu. Majhni ledeniki so danes prisotni na vrhu gore Ruapehu, vendar obstaja veliko geomorfoloških dokazov za obsežnejšo poledenitev v nedavni geološki preteklosti. Ledeniki so bili nazadnje prisotni na Tongariru med zadnjim ledeniškim maksimumom.

## Biologija

### Rastlinstvo
Narodni park Tongariro je grobo in delno nestabilno okolje. Severno in zahodno od parka se širokolistni deževni gozd podokarp v bližini jezera Taupō razprostira na območju 30 km² in do nadmorske višine 1000 m. V tem deževnem gozdu živijo Hallova totara (Podocarpus laetus), kahikatea (Dacrycarpus dacrydioides), kamahi (Weinmannia racemosa), pahautea (Libocedrus bidwillii) ter številne epifitske praproti, orhideje in glive. Drevesa Pahautea najdemo še naprej do višine 1530 m, kjer pokrivajo 127,3 km². Na tem nivoju je tudi 50 km² velik bukov gozd, v katerem rastejo rdeča (Nothofagus fusca), srebrna (Nothofagus menziesii) in gorska bukev (Nothofagus solandri var cliffortioides). Podrastne vrste v gozdovih so praproti, kot je kronska praprot (Blechnum discolor), pa tudi grmovne vrste. Obstaja tudi 95 km² veliko območje grmičevja, ki vsebuje kanuko (Leptospermum ericoides), manuko (Leptospermum scoparium), zelenkasti bor (Phyllocladus aspleniifolius), inako (Dracophyllum longifolium), mah (Rhacomitrium lanuginosum), majhne bukve in introdukcijo vresja.
Na severozahodu in okoli gore Ruapehu, med nadmorsko višino 1200 in 1500 m, grmičevje in trava pokriva velika območja (okoli 150 km²), ki jih sestavljajo predvsem novozelandska rdeča trava (Chionochloa rubra), inaka, uzkrivljenolistni neinei (Dracophyllum recurvum), žičnati rogoz (Empodisma minus) in močvirski rogoz (Schoenus pauciflorus), pa tudi vresje in trave, kot sta Festuca novaezelandiae in modra trava (Poa colensoi). Nad 1500 m je teren sestavljen iz prodnatih in kamnitih polj in je temu primerno nestabilen. Kljub temu se tam občasno naselijo nekatere rastline, kot so kodravolistni nenej, snežna totara (Podocarpus nivalis), gorska snežna jagoda (Gaultheria colensoi), ščetinasta šiška (Rytidosperma setifolium), modra trava in raoulia albosericea, ki pokrivajo 165 km². Med 1700 in 2020 m je nekaj izoliranih vrst Parahebe, Gentiana bellidifolia in gomoljasta zlatica. Nad 2200 m živijo le skorjasti lišaji.

### Živalstvo
Obstaja 56 pomembnih vrst ptic, kot so redke endemične vrste, kot so rjavi kivi (Apteryx mantelli), kākā (Nestor meridionalis), modra raca (Hymenolaimus malacorhynchos), Poodytes punctatus, dvojnopasovka (Charadrius bicinctus) in novozelandski sokol/kārearea (Falco novaeseelandiae). Druge vrste ptic, ki so pogoste v parku, so tūī, novozelandski zvonec, morepork/ruru, siva penica/riroriro, pahljačasta penica, beloglavka/pōpokotea in srebrnooka. V parku sta tudi edina dva domorodna sesalca Nove Zelandije, kratkorepi in dolgorepi netopir. Narodni park Tongariro je poln tudi žuželk, kot so molji in wētā. V parku, kot tudi na celotni Novi Zelandiji, so prisotne tudi živali, ki so jih pripeljali Evropejci, kot so črne podgane, mačke, zajci, oposumi in navadni jeleni.

## Dejavnosti
Glavne dejavnosti so poleti pohodništvo in plezanje, pozimi pa smučanje in deskanje na snegu. Obstajajo tudi možnosti za lov, ribolov, gorsko kolesarjenje, jahanje, rafting in razgledne lete. Mount Tongariro in njegova okolica sta ena izmed številnih lokacij, kjer je Peter Jackson snemal filmsko trilogijo Gospodar prstanov; izlete za ogled teh krajev običajno organizirajo organizatorji potovanj in domovi.
Najbolj priljubljena pot v narodnem parku Tongariro je alpski prehod Tongariro. Večina poti je tudi del Tongariro Northern Circuit, dvo- do štiridnevne ture, ki je ena od devetih novozelandskih Velikih poti. Na teh poteh so možni stranski izleti do vrhov gor Tongariro in Ngauruhoe. Druga pot je tri- do šestdnevna pot po gorski poti okoli gore Ruapehu. Poleg teh so na voljo številne krajše proge, primerne za dnevne pohodnike. S to mrežo poti, tremi kampi, dvema bivališčema, devetimi javnimi in štirimi zasebnimi kočami ter objekti v Whakapapi je park dobro razvit za turizem. Te poti služijo tudi kot zimske poti, kot tudi pot do vrha gore Ruapehu. Možnost je tudi plezanje.
Snežna sezona je od konca junija do začetka novembra. Največje smučišče, imenovano tudi Whakapapa, je na severozahodnih pobočjih gore Ruapehu. Ima 15 žičnic, ki pokrivajo površino 5,5 km². Neposredno ob smučišču je 47 koč smučarskih klubov; večina jih sprejme tudi nečlane kluba. Naslednje naselje je na dnu, v Whakapapa. Na jugozahodnem pobočju je nekoliko manjše smučišče Turoa. Čeprav ima le devet žičnic, je smučišče s 5 km² veliko skoraj tako veliko kot Whakapapa. Na smučišču ni prenočišč; najbližje mesto je Ohakune. Ti dve smučišči sta prišli v skupno upravljanje leta 2000. Na obeh smučiščih je možna uporaba smučarskih vozovnic, predvidena pa je tudi vlečnica oziroma proga z enega igrišča na drugega. Poleg teh večjih smučišč je tu še smučišče Tukino, klubsko smučišče, odprto za javnost, ki ga upravlja Združenje gorskih klubov Tukino, ki ga sestavljajo alpski smučarski klub Desert, alpski športni klub Tukino in smučarski klub Aorangi na jugu - vzhodno pobočje. Vsak smučarski klub ima 32 gostujočih klubov na igrišču, do katerega vodi cesta s pogonom na štirikolesna kolesa z državne ceste 1. Ima dve vlečni žici za oreh in pokriva 1,9 km².